# 玛格丽塔·林达尔
玛格丽塔·林达尔（瑞典語：Margaretha Lindahl，1974年10月20日—），瑞典女子冰壶运动员。她曾代表瑞典参加1998年冬季奥林匹克运动会冰壶比赛，获得一枚铜牌。她也曾两次获得世界锦标赛冠军。